# Rimba Panjang
Rimba Panjang is een bestuurslaag in het regentschap Kampar van de provincie Riau, Indonesië. Rimba Panjang telt 3357 inwoners (volkstelling 2010).